# Ліпіни (Влоцлавський повіт)
Ліпіни (пол. Lipiny) — село в Польщі, у гміні Бжешць-Куявський Влоцлавського повіту Куявсько-Поморського воєводства.
У 1975—1998 роках село належало до Влоцлавського воєводства.